# 2020年世界女子カーリング選手権大会
2020年世界女子カーリング選手権大会は、2020年3月14日から22日まで、カナダ・ブリティッシュコロンビア州プリンス・ジョージで開催予定であった世界女子カーリング選手権である。
参加国は下記の通り決まっていたが、開幕直前の3月12日に新型コロナウイルス（COVID-19）の感染拡大の影響により開催中止が決定した。

## 概要
本大会は北京オリンピックの出場権を争うこととなっていた。
日本からは第37回日本カーリング選手権優勝のロコ・ソラーレ（2回目）が出場予定であった。

## 形式
13カ国によるラウンドロビンと、上位6チームによる決勝トーナメント行う予定であった。
また、今大会と次年度の大会の成績に応じて付与されるオリンピックポイントで北京オリンピックの出場権を争うこととなっていた。
| オリンピックポイント | オリンピックポイント | オリンピックポイント | オリンピックポイント | オリンピックポイント | オリンピックポイント | オリンピックポイント | オリンピックポイント | オリンピックポイント | オリンピックポイント | オリンピックポイント | オリンピックポイント | オリンピックポイント |
| 優勝                 | 準優勝               | 3位                  | 4位                  | 5位                  | 6位                  | 7位                  | 8位                  | 9位                  | 10位                 | 11位                 | 12位                 | 13位                 |
| -------------------- | -------------------- | -------------------- | -------------------- | -------------------- | -------------------- | -------------------- | -------------------- | -------------------- | -------------------- | -------------------- | -------------------- | -------------------- |
| 15                   | 13                   | 11                   | 10                   | 9                    | 8                    | 7                    | 6                    | 5                    | 4                    | 3                    | 2                    | 1                    |

## 参加国
世界最終予選は、2020年1月13日から18日までフィンランド・ロホヤで開催され、上位2チームが本大会の出場権を得た。
| 出場資格                 | 枠 | 国・地域       | 出場回数       |
| ------------------------ | -- | -------------- | -------------- |
| 開催国                   | 1  | カナダ         | 42年連続42回目 |
| アメリカズチャレンジ     | 1  | アメリカ合衆国 | 42年連続42回目 |
| 欧州選手権               | 7  | チェコ         | 2年ぶり8回目   |
| 欧州選手権               | 7  | デンマーク     | 27年連続41回目 |
| 欧州選手権               | 7  | ドイツ         | 15年連続38回目 |
| 欧州選手権               | 7  | ロシア         | 14年連続18回目 |
| 欧州選手権               | 7  | スコットランド | 42年連続42回目 |
| 欧州選手権               | 7  | スウェーデン   | 42年連続42回目 |
| 欧州選手権               | 7  | スイス         | 42年連続42回目 |
| パシフィックアジア選手権 | 2  | 中国           | 4年連続15回目  |
| パシフィックアジア選手権 | 2  | 日本           | 3年連続24回目  |
| 2020年世界選手権予選     | 2  | 韓国           | 5年連続10回目  |
| 2020年世界選手権予選     | 2  | イタリア       | 2年ぶり20回目  |

### 世界ランキング
※世界カーリング連盟発表の国別世界ランキング（2020年3月13日時点）
| 順位 | ポイント | 国・地域       |
| ---- | -------- | -------------- |
| 1    | 81.569   | スウェーデン   |
| 2    | 65.907   | 韓国           |
| 3    | 63.382   | カナダ         |
| 4    | 59.559   | スイス         |
| 5    | 56.520   | 日本           |
| 6    | 55.588   | ロシア         |
| 7    | 50.098   | スコットランド |
| 8    | 45.441   | アメリカ合衆国 |
| 9    | 40.147   | 中国           |
| 10   | 27.059   | デンマーク     |
| 11   | 19.593   | チェコ         |
| 12   | 19.338   | ドイツ         |
| 13   | 13.284   | イタリア       |

### チーム
| チーム   | カナダ                               | 中国                     | チェコ                         | デンマーク             | ドイツ               |
| -------- | ------------------------------------ | ------------------------ | ------------------------------ | ---------------------- | -------------------- |
| フォース | ケリー・エイナーソン                 | 韓雨                     | アンナ・クベスコヴァ           | マティルデ・ハルセ     | ダニエラ・イェンチ   |
| サード   | ヴァル・スウィーティング             | 張麗君                   | アルジェベタ・ボーディショヴァ | ジャスミン・ランダー   | エミラ・アッベス     |
| セカンド | シャノン・バーチャード               | 姜馨迪                   | ペトラ・ヴィンショヴァ         | カロリナ・イェンセン   | クララ・フォン       |
| リード   | ブライアン・メイヨール               | 于佳新                   | エジェン・コルチェフスカ       | ミュー・ラーセン       | アナリーナ・イェンチ |
| リザーブ | ジェニファー・クラーク＝ルウイル     | 董子齊                   | ミカエラ・ボーディショヴァ     | ガブリエラ・クヴィスト | ミア・ホーン         |
| チーム   | イタリア                             | 日本                     | ロシア                         | スコットランド         | 韓国                 |
| フォース | ヴェロニカ・ザッポン                 | 藤澤五月                 | アリーナ・コヴァレヴァ         | イヴ・ミュアヘッド     | キム・ウンジ         |
| サード   | ステファニア・コンスタンティーニ     | 吉田知那美               | マリア・コマロヴァ             | ローレン・グレイ       | オム・ミンジ         |
| セカンド | アンジェラ・ロミ                     | 鈴木夕湖                 | ガリーナ・アルセンキナ         | ジェニファー・ドッズ   | キム・スジ           |
| リード   | ジュリア・ザルディーニ・ラチェデッリ | 吉田夕梨花               | エカテリーナ・クズミナ         | ヴィクトリア・ライト   | ソル・イェウン       |
| リザーブ | エレナ・ダミ                         | 荻原詠理                 | アナスタシア・ダンシーナ       | ソフィー・シンクレア   | ソル・イェジ         |
| チーム   | スウェーデン                         | スイス                   | アメリカ合衆国                 |                        |                      |
| フォース | アンナ・ハッセルボリ                 | ブライアー・ヒューリマン | タビタ・ピーターソン           |                        |                      |
| サード   | サラ・マクマナス                     | エレナ・シュテルン       | ベッカ・ハミルトン             |                        |                      |
| セカンド | アグネス・クノッヘンハウアー         | リサ・ギスラー           | タラ・ピーターソン             |                        |                      |
| リード   | ソフィア・マベリス                   | セリーヌ・コラー         | アイリーン・ギヴィング         |                        |                      |
| リザーブ | ヨハンナ・ヘルディン                 | コリー・ヒューリマン     | アリソン・ポッティンジャー     |                        |                      |

### WCTランキング
※ワールドカーリングツアー発表のワールド・カーリング・チーム・ランキング（2020年3月9日時点）
| 順位 | Order of Merit | Order of Merit | Order of Merit         |
| 順位 | ポイント       | 国・地域       | スキップ               |
| ---- | -------------- | -------------- | ---------------------- |
| 1    | 467.461        | スウェーデン   | アンナ・ハッセルボリ   |
| 2    | 420.070        | カナダ         | ケリー・エイナーソン   |
| 4    | 342.872        | 日本           | 藤澤五月               |
| 6    | 333.591        | スイス         | エレナ・シュテルン     |
| 9    | 283.984        | スコットランド | イヴ・ミュアヘッド     |
| 10   | 245.428        | アメリカ合衆国 | タビタ・ピーターソン   |
| 12   | 237.658        | ロシア         | アリーナ・コヴァレヴァ |
| 17   | 194.967        | 韓国           | キム・ウンジ           |
| 26   | 149.539        | 中国           | 韓雨                   |
| 30   | 135.678        | ドイツ         | ダニエラ・イェンチ     |
| 76   | 46.404         | イタリア       | ヴェロニカ・ザッポン   |
| 79   | 45.753         | チェコ         | アンナ・クベスコヴァ   |
| 148  | 12.838         | デンマーク     | マティルデ・ハルセ     |